# Abwedeln

Abwedeln

Durch den Vorgang des Abwedelns (auch: Abhalten) wird bei der Belichtung fotografischer Materialien mit Hilfe eines Vergrößerers die Belichtungszeit für bestimmte Bildpartien verkürzt. Abwedeln ist eine Möglichkeit, zu hohe Negativkontraste auszugleichen oder besondere gestalterische Effekte zu erzielen. Das Abwedeln findet im Fotolabor in der Regel bei der Belichtung von Negativmaterial (Fotopapier) statt und hat in diesem Zusammenhang einen aufhellenden Effekt. Durch Abwedeln lässt sich beispielsweise die Zeichnung in den Schattenpartien eines Bildes verbessern, wenn sie ohne diesen Eingriff zu schwach ausfallen würde.
Zum Abwedeln greift man mit der Hand oder einem Karton in den Strahlengang der Projektion des Vergrößerungsgerätes, um die auf das fotografische Material fallende Lichtmenge auf den gewünschten Bildteilen zu reduzieren. Zur Vermeidung von Streulicht wird hierzu vorzugsweise schwarzer Karton verwendet, der zur Erreichung in der Bildmitte gelegener Partien in der Regel an einem Draht gehalten wird. Hierbei wird der Karton ständig bewegt (daher der Begriff „wedeln“), um scharfe Kanten zu vermeiden. Die Dauer des Eingriffs in den Strahlengang wird mit Hilfe von Probestreifen ermittelt.
Den umgekehrten Vorgang – die partielle Erhöhung der Lichtmenge auf Bildteilen – bezeichnet man als Nachbelichten.

## Bildbearbeitung
Moderne Bildbearbeitungsprogramme bieten Werkzeuge, die von ihrer Wirkung dem manuellen Vorgang des Abwedelns nachempfunden sind und das partielle Aufhellen in der digitalen Bildbearbeitung ermöglichen.